# HSG Bärnbach/Köflach
Pour les articles homonymes, voir HSG.
Le Handballspielgemeinschaft Bärnbach/Köflach ou HSG Bärnbach/Köflach est un club de handball basé à Köflach en Autriche.

## Histoire
Le HSG Bärnbach/Köflach est un club issu de la fusion en 1992 du HC Bärnbach et du HC Köflach.
Lors de la fusion le club prend la licence du HC Bärnbach et donc tous ses titres.
Fondé en 1923, le HC Bärnbach a remporté deux fois le Championnat d'Autriche en 1974 et 1976. Le HC Köflach a lui été une fois champion en 1982.
Après une deuxième place en 1997, le HSG Bärnbach/Köflach remporte le Championnat d'Autriche en 1999 et 2000 puis la Coupe d'Autriche en 2001.
Le club oscille ensuite entre les deux premières divisions : il retrouve ainsi l'élite autrichienne en 2010, 2016 et 2019.

## Palmarès
Compétitions nationales
- Championnat d'Autriche (5) : 
  - HC Bärnbach (2) : 1973-1974, 1975-1976
  - HC Köflach (1) : 1981-1982
  - HSG Bärnbach/Köflach (2) : 1998-1999, 1999-2000
- Coupe d'Autriche (1) : 
  - HSG Bärnbach/Köflach (1) : 2000-2001

## Identité visuelle

?-?
Actuellement